# معاهدة تركمانجاي

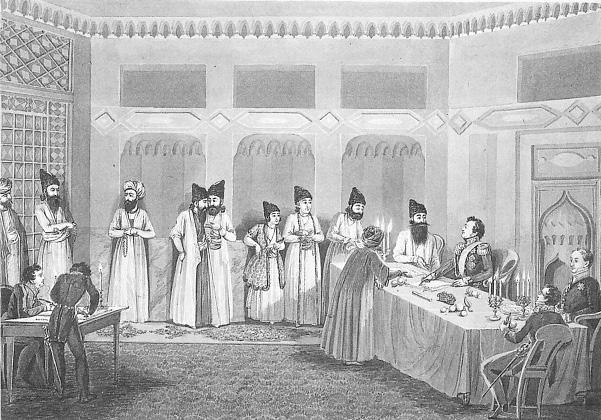
عقد معاهدة تركمانجاي بين القاجاريين والروس

معاهدة تركمانجاي (بالروسية: Туркманчайский договор) (بالفارسية: عهدنامه ترکمنچای) هي معاهدة سلام وقعت في بلدة «تركمانجاي» بين الإمبراطورية الروسية والدولة القاجارية انهت الحرب الروسية الفارسية 1826-1828، نصت المعاهدة على أن تتنازل الدولة القاجارية عن إقليمي «إيروان» و«نخجوان» لصالح روسيا. وأن تلتزم إيران بدفع 20 مليون روبل تعويضات لروسيا كما منحت المعاهدة لروسيا العديد من الامتيازات والحقوق الاقتصادية والجمركية.

## خلفيّة
تُعتبر معاهدة تركمنشاي اتفاقيّة بين قاجار إيران والإمبراطورية الروسية، والتي أنهت الحرب الروسية الفارسية (1826-1828). كانت الثانية من سلسلة المعاهدات (الأولى هي معاهدة جولستان والأخيرة، معاهدة أخال) الموقعة بين قاجار إيران والإمبراطورية الروسية التي أجبرت بلاد فارس على التنازل عن النفوذ الروسي أو الاعتراف به على الأراضي التي كانت في السابق جزءًا من إيران. تم التوقيع على المعاهدة في 10 فبراير 1828 في توركامانشاي بإيران. جعلت بلاد فارس تتنازل عن السيطرة على عدة مناطق في جنوب القوقاز لروسيا: إريفان خاناتي وناشكيفان خاناتي وما تبقى من تاليش خاناتي. تم تعيين الحدود بين روسيا وبلاد فارس عند نهر أراس. الأراضي هي الآن أرمينيا، جنوب أذربيجان، ناخيتشيفان ومقاطعة إجدير (وهي الآن جزء من تركيا). تم التوقيع على المعاهدة من أجل بلاد فارس من قبل ولي العهد الأمير عباس ميرزا والله يار خان آساف الدولة، مستشار شاه فتح علي (من أسرة قاجار)، وبالنسبة لروسيا من قبل الجنرال إيفان باسكيفيتش. على غرار معاهدة ولستان لعام 1813، فُرضت المعاهدة على بلاد فارس بعد انتصار عسكري روسي. وهدد باسكيفيتش باحتلال طهران خلال خمسة أيام ما لم يتم التوقيع على المعاهدة.
بعد هذه المعاهدة، بالإضافة إلى معاهدة جولستان عام 1813، أنهت روسيا احتلال جميع أراضي القوقاز من قاجار إيران ما يعرف الآن بداغستان، وجورجيا الشرقية، وأذربيجان، وأرمينيا، والتي شكلت جميعها جزءًا من مفهومها لقرون. كانت المنطقة الواقعة شمال نهر أراس، مثل أراضي الدول المعاصرة لجورجيا وأذربيجان وأرمينيا وجمهورية داغستان الشمالية القوقازية، إيرانية حتى احتلتها روسيا خلال القرن التاسع عشر. بعد المعاهدتين، أصبحت الأراضي الإيرانية سابقًا تحت السيطرة الروسية، ثم السيطرة السوفيتية على مدى 180 عامًا تقريبًا، ولا تزال داغستان جمهورية مكونة داخل الاتحاد الروسي حتى يومنا هذا. تضم معظم الأراضي التي تم التنازل عنها في معاهدتي جولستان وتركمنشاي، ستحصل ثلاث دول منفصلة على الاستقلال بعد تفكك الاتحاد السوفيتي في عام 1991: جورجيا وأذربيجان وأرمينيا.

## الشروط

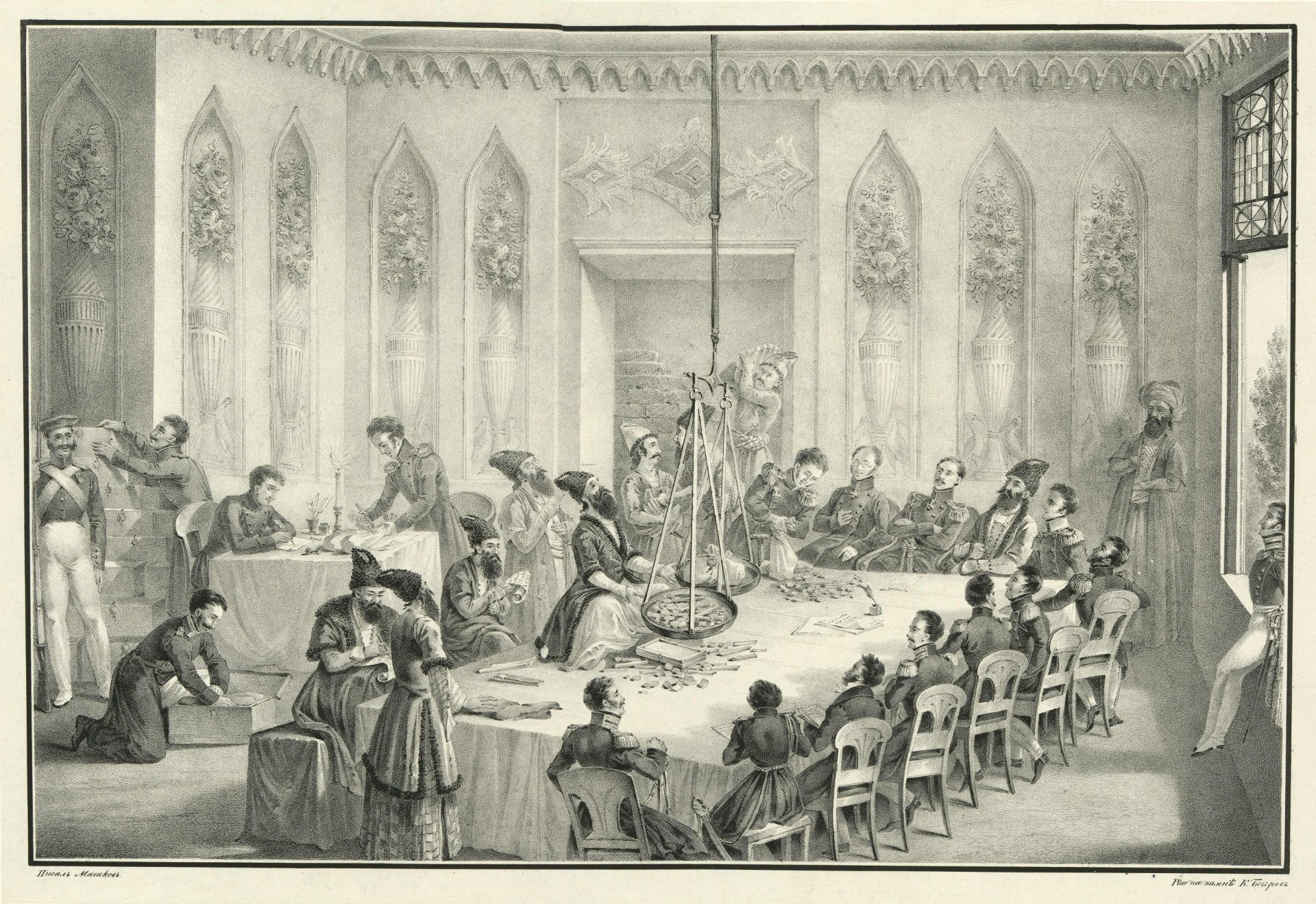
دفع التعويض الفارسي في تبريز

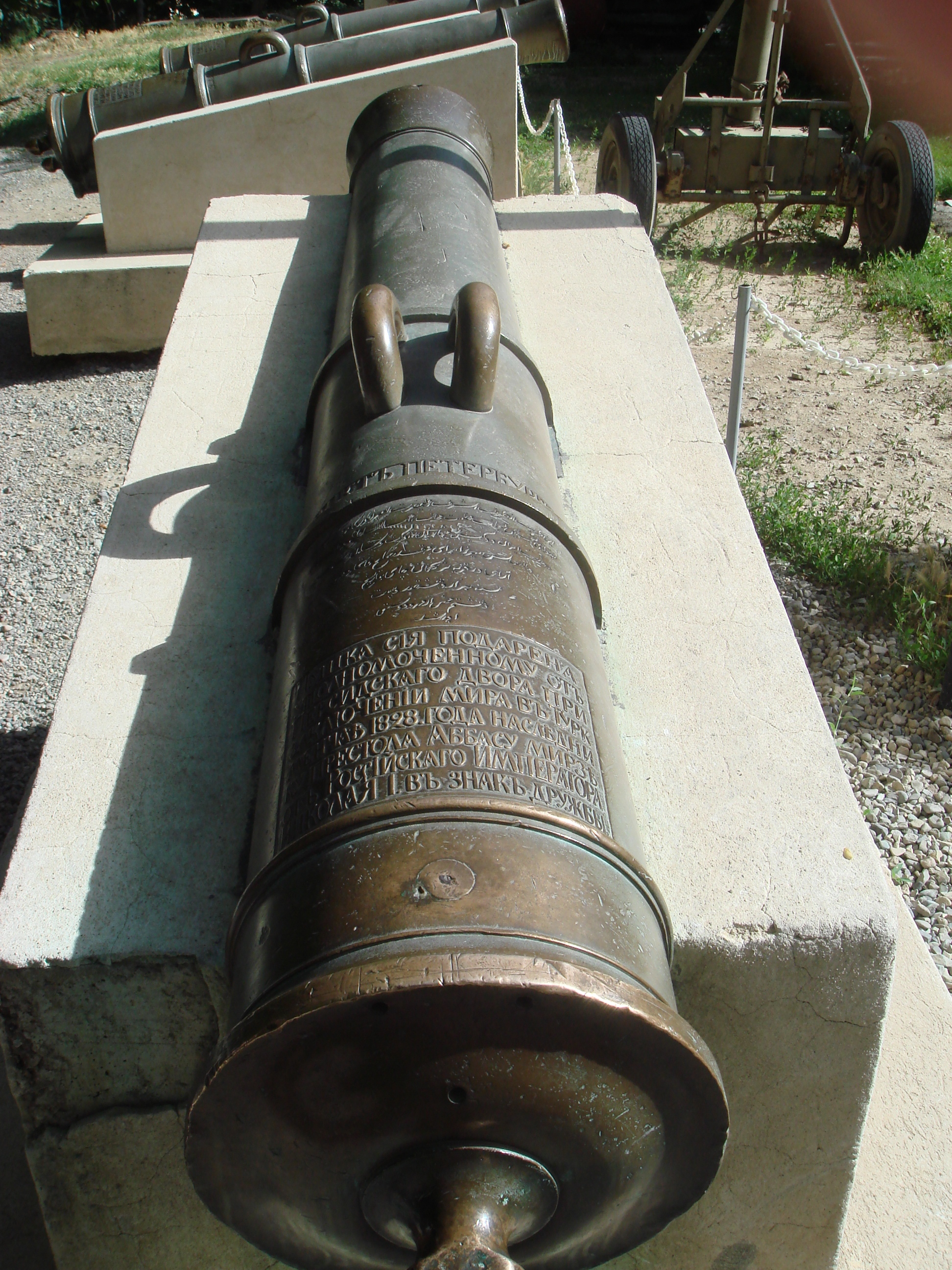
معاهدة مدفع تركمنشاي في متحف طهران العسكري

1. المادة 4: تنازلت بلاد فارس عن مناطق إريفان (معظم مناطق وسط أرمينيا الحالية)، ومناطق ناشكيفان (معظم جمهورية أذربيجان المتمتعة بالحكم الذاتي حاليًا)، وتاليش خاناتي (جنوب شرق أذربيجان)، ومناطق مقاطعة أوردوباد وموغان (الآن أيضًا جزء من أذربيجان) وكرر أيضًا التنازلات المقدمة لروسيا في معاهدة ولستان.
2. المادة 6: وعدت بلاد فارس بأن تدفع لروسيا 10كرور ذهب أو 20 مليون روبل فضي (بعملة 1828).
3. المادة 7: وعدت روسيا بدعم عباس ميرزا وريث عرش بلاد فارس بعد وفاة شاه فتح علي. (أصبح البند موضع نقاش عندما توفي عباس ميرزا شاه فتح علي.)
4. المادة 8: فقدت السفن الفارسية حقوقها الكاملة في الإبحار في كل بحر قزوين وسواحلها التي مُنحت لروسيا.
5. اعترفت بلاد فارس بحقوق الاستسلام للرعايا الروس في بلاد فارس.
6. المادة 10: حصلت روسيا على حق إرسال مبعوثين قنصليين إلى أي مكان في بلاد فارس.
7. المادة 10: يجب أن تقبل بلاد فارس المعاهدات التجارية مع روسيا كما حددتها روسيا.
8. المادة 13: تم تبادل أسرى الحرب.
9. اعتذرت بلاد فارس رسميًا عن نقض وعودها التي قطعتها في معاهدة ولستان.
10. المادة 15: تعهد شاه فتح علي شاه بعدم اتهام أو اضطهاد أي مواطن أو مسؤول في منطقة أذربيجان الإيرانية بسبب أي عمل تم تنفيذه أثناء الحرب أو أثناء السيطرة المؤقتة على المنطقة من قبل القوات الروسية. بالإضافة إلى ذلك، تم منح جميع سكان المنطقة المذكورة أعلاه الحق في الانتقال من المناطق الفارسية إلى المناطق الروسية في غضون عام واحد.

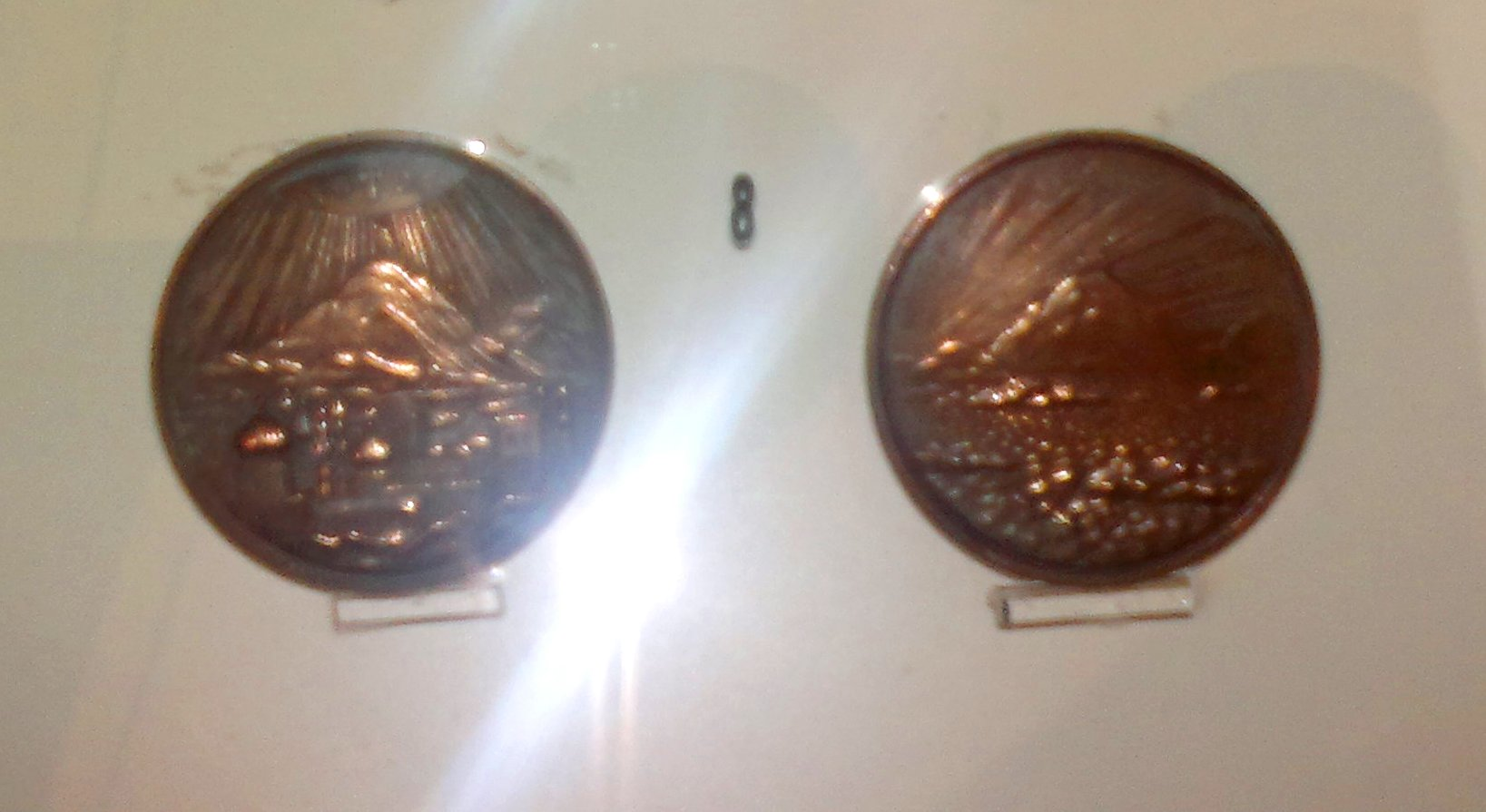
ميداليات "معاهدة تركمانشاي" التذكارية في متحف تاريخ أذربيجان، باكو

نصت المعاهدة أيضًا على إعادة توطين الأرمن من أذربيجان الإيرانية في القوقاز، والتي تضمنت أيضًا تحريرًا تامًا للأرمن الذين أسرهم فارس منذ 1804 أو 1795. حلت عملية إعادة التوطين هذه محل 20 ألف أرمني انتقلوا إلى جورجيا بين عامي 1795 و1827.

## ما بعد المعاهدة
بالاقتران مع معاهدة جولستان لعام 1813، ادعى بعض المؤلفين أن التنازلات الإقليمية الإيرانية الناتجة عن ذلك فصلت الشعب الأذربيجاني وشعب تاليش عن إخوانهم في إيران. بعد المعاهدتين، أصبحت الأراضي الإيرانية سابقًا تحت السيطرة الروسية، ثم السيطرة السوفيتية على مدى 180 عامًا تقريبًا، ولا تزال داغستان جمهورية مكونة داخل الاتحاد الروسي حتى يومنا هذا. تضم معظم الأراضي التي تم التنازل عنها في معاهدتي جولستان وتركمنشاي، ستحصل ثلاث دول منفصلة على الاستقلال بعد تفكك الاتحاد السوفيتي في عام 1991: جورجيا وأذربيجان وأرمينيا.

## مذبحة السفارة الروسية
في أعقاب الحرب وتوقيع المعاهدة، انتشرت المشاعر المعادية لروسيا في بلاد فارس. في 11 فبراير 1829، اقتحم حشد غاضب السفارة الروسية في طهران وقتل كل من بداخلها تقريبًا. من بين القتلى في المجزرة كان السفير المعين حديثًا في بلاد فارس، ألكسندر غريبويدوف، كاتب مسرحي روسي شهير. لعب غريبويدوف دورًا نشطًا في التفاوض على شروط المعاهدة.

## قراءة معمّقة
- بير نيا، عباس اقبال اشتياني، ب.تاريخ بلاد فارس. طهران، 2002. ص. 673-686.(ردمك 964-6895-16-6)رقم ISBN 964-6895-16-6
- Fisher، William Bayne؛ Avery، P.؛ Hambly، G. R. G؛ Melville، C. (1991). The Cambridge History of Iran. Cambridge: مطبعة جامعة كامبريدج. ج. 7. ISBN:0521200954. مؤرشف من الأصل في 2023-01-13.0521200954